# FN FNP

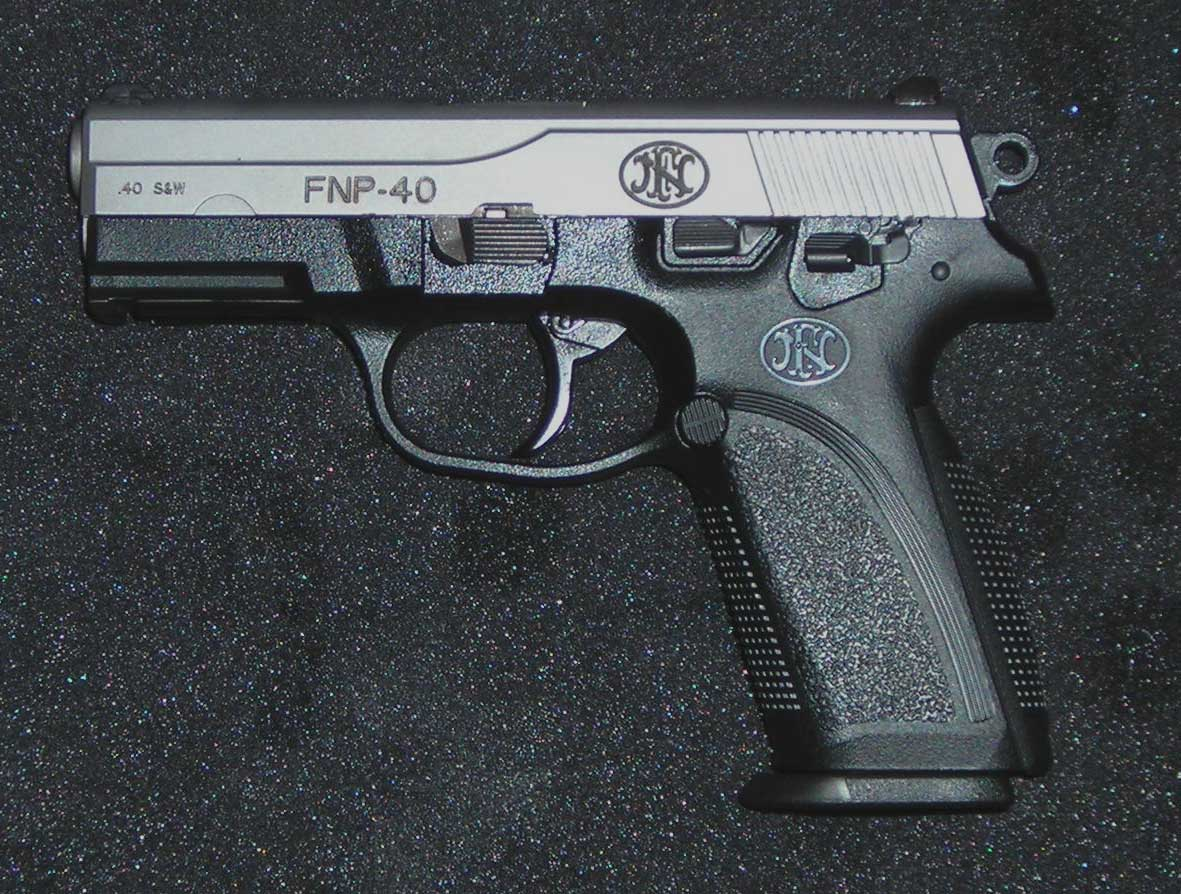
Le FNP-40

Le FN FNP et le Browning PRO-9 sont les deux noms donnés à un même pistolet semi-automatique double action dans sa version pour les professionnels de la sécurité, la police ou l'armée et dans sa version destinée au marché civil. Le FNP est entièrement noir et mat alors que le Browning PRO-9 a une carcasse noire un peu plus brillante et une culasse en acier inoxydable de couleur claire. 
Il s'agit d'une arme chambrée en 9 mm Parabellum en .45 ACP et en .40 S&W. Mis sur le marché en 1993 il est destiné à rattraper l'échec commercial du Forty Nine. Il est produit en Belgique pour le marché européen et aux États-Unis par une filiale pour le marché américain. Le FNP-9 fut un concurrent malheureux du SIG-Sauer SP 2022, vainqueur de la campagne pour le renouvellement des armes de poing de la Police Nationale, de la Gendarmerie et des Douanes françaises (2003). Il est néanmoins en service dans la police locale de Gand.
Cette arme, bien que d'une conception classique, reprend toutes les recettes qui ont assuré le succès de pistolets précédents :
- une carcasse en polymère, construction désormais très fréquente sur les pistolets modernes
- le mécanisme du Browning Hi-Power avec le verrouillage du Sig-Sauer.
- Des grips de poignées interchangeables pour offrir une prise en main adaptée à toutes les morphologies
- un rail sous le canon pour monter des accessoires: torche ou désignateur laser.

Simple à démonter, il est disponible avec une détente double action ou double action uniquement. 

## Caractéristiques
- Calibre : 9 mm Parabellum, .40 S&W, .45 ACP
- Longueur : 20 cm
- Longueur du canon : 10 cm
- Poids non chargé : 0,710 kg (9 mm/.40)/0,930 kg (.45)
- Poids chargé : 0,890 kg (9 mm)
- Capacité : 16 coups (9 mm), 10 coups (.40), 14 coups (.45)